# Palais Ioussoupov de la perspective Nevski
Pour les articles homonymes, voir Palais Ioussoupov de Koreïz, Palais Ioussoupov de la perspective Liteïny et Palais Ioussoupov de la rue Sadovaïa.
Le palais Ioussoupov de la perspective Nevski, ou palais des Arts, est un palais néoclassique situé sur la perspective Nevski à Saint-Pétersbourg, en Russie.

## Histoire et description
Le premier palais sur ce site a été construit au milieu du XVIIIe siècle (peu après la fondation de Saint-Pétersbourg) par le prince Troubetzkoy. Dans les années 1780, son fils reconstruit et agrandit la structure en bois d'origine en pierre. À la fin du même siècle, le palais passa au prince Kourakine ; il change encore de mains au cours du premier quart du XIXe siècle, date à laquelle il est vendu au colonel Fiodor Petrov-Solovovo. Le nouveau propriétaire fait reconstruire le palais sous la direction de l'architecte Mikhaïl Ovsiannikov. Il crée la façade néoclassique à cinq colonnes de la façade principale qui est aujourd'hui le corps de logis du palais. Le même architecte prolonge ensuite l'arrière du bâtiment entre 1829 et 1832 . 
En 1835, le bâtiment a un nouveau propriétaire, le comte Vladislav Branitsky; il engage l'architecte suisse Gaspare Fossati pour remodeler et agrandir le palais. C’est cet architecte qui est responsable de la façade distinctive qui fait face à la perspective Nevsky aujourd’hui. Cette façade est composée de dix-neuf baies, les cinq baies centrales sont légèrement en saillie avec des colonnes doriques. L'entrée principale se situe au rez-de-chaussée, au centre de la façade. 
Le palais comprend un rez-de-chaussée, trois étages, un demi sous-sol et une mezzanine. Les cinq travées centrales à colonnes sont surmontées d'un fronton qui arborait autrefois les armes de Branitski. Le blason a été défiguré après la Révolution russe, mais le décor sculpté qui soutenait les bras demeure. 

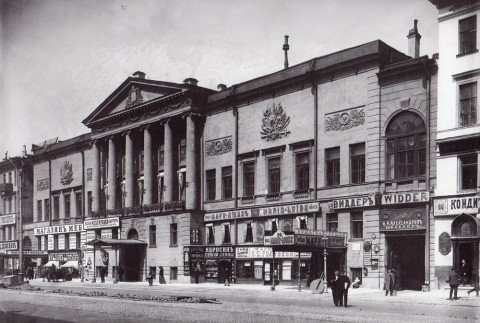
Le palais Youssoupov vers 1905 avec ses boutiques louées au rez-de-chaussée.

Entre le début du XXe siècle et 1917, le palais appartenait à la princesse Zénaïde Youssoupova, même si elle n’a probablement jamais habité dans cette demeure, car elle aurait vécu dans sa plus grande résidence à Saint-Pétersbourg, le palais Youssoupov de la Moïka. Après la révolution d'Octobre, l'édifice est nationalisé. 
Le bâtiment est classé monument culturel d’importance fédérale (sous le nom de maison Petrovo-Solovovo ou maison de Zinaïda Youssoupova). Il fait également partie (avec l'ensemble de la perspective Nevski) du centre historique de Saint-Pétersbourg, site du patrimoine mondial, et de ses ensembles monumentaux.